# ナイロンの糸
「ナイロンの糸」（ナイロンのいと）は、日本のロックバンド・サカナクションの楽曲。2019年6月5日にアルバム『834.194』より先行配信された。

## 概要
本楽曲は、7thアルバム『834.194』の収録曲であり、大塚製薬のカロリーメイトのCMソングに起用されている。CMには、山口一郎が出演しており、ナレーションも務めている。また「水と都市」をテーマにしたミュージックビデオが制作されている。監督は山田智和が務めている。

## 制作
歌詞のない原曲は、20歳頃には完成していたという。曲名の由来について山口は「当時、友人と北海道・小樽の海に釣りに行くときに使うのが "ナイロンの糸" でした。ナイロンの糸は、使っていくとすぐヨレてしまうので、すぐ買い換える必要があるのですが、当時はお金も無かったので、そのヨレたナイロンの糸を何年も使い続けていました。その当時の感覚を、今、東京で、もう一度、歌にしようと思って、最終的にこの曲名になりました」としている。

## 楽曲
1. ナイロンの糸 [5:08]
作詞・作曲：山口一郎、編曲：サカナクション

## クレジット

### レコーディング
アルバム『834.194』のライナーノーツによる。
- ユーフォニアム&フリューゲルホルン - 権藤知彦
- Record & Mixed - Aobadai Studio & Soi Studio
- Assistant Engineer - Masayuki Yoshii (Aobadai Studio), Tetsuro Sawamoto (Aobadai Studio), Miyuki Nakamura (Aobadai Studio), Konoka Munekata (Aobadai Studio)
- Instrumental Technician - Ryoji Tamura (MOBY DICK), KazuyaTakeda (MOBY DICK), Kentaro Seki (TEAM ACTIVE)
- Drum Technician - Yoshio Arimatsu
- Mastered - Kotaro Kojima (FLAIR)

### ミュージックビデオのクレジット
ミュージックビデオ公開ページによる。
- キャスト - 岡崎圭吾、URA
- 監督&プロデューサー - 山田智和
- 撮影監督 - Keisuke Imamura
- 1st アシスタント・カメラ - Yamato Sugimoto
- 照明監督 - Tatsuya Hirayama
- 照明助手 - Motoki Tanabe、Yoshitaka Igarashi
- ヘア&メイクアップ - Yuko Aika
- Marine Coordinater - Daisuke Ishizuka、Tomofumi Asami
- 水中撮影監督 - Masaaki Chijimatsu
- ドローン・オペレーター - Natsuki Yamazaki
- カラリスト - Toshiki Kamei
- プロデューサー - Misa Nakamura
- プロダクション・マネージャー - Moe Ukawa、Mari Matsumoto
- プロダクション・アシスタント - Asami Yamane、MIna Sanada
- スペシャル・サンクス - KOKIHIFUMI
- プロダクション - CAVIAR、Tokyo Film